# Agnes Carlsson

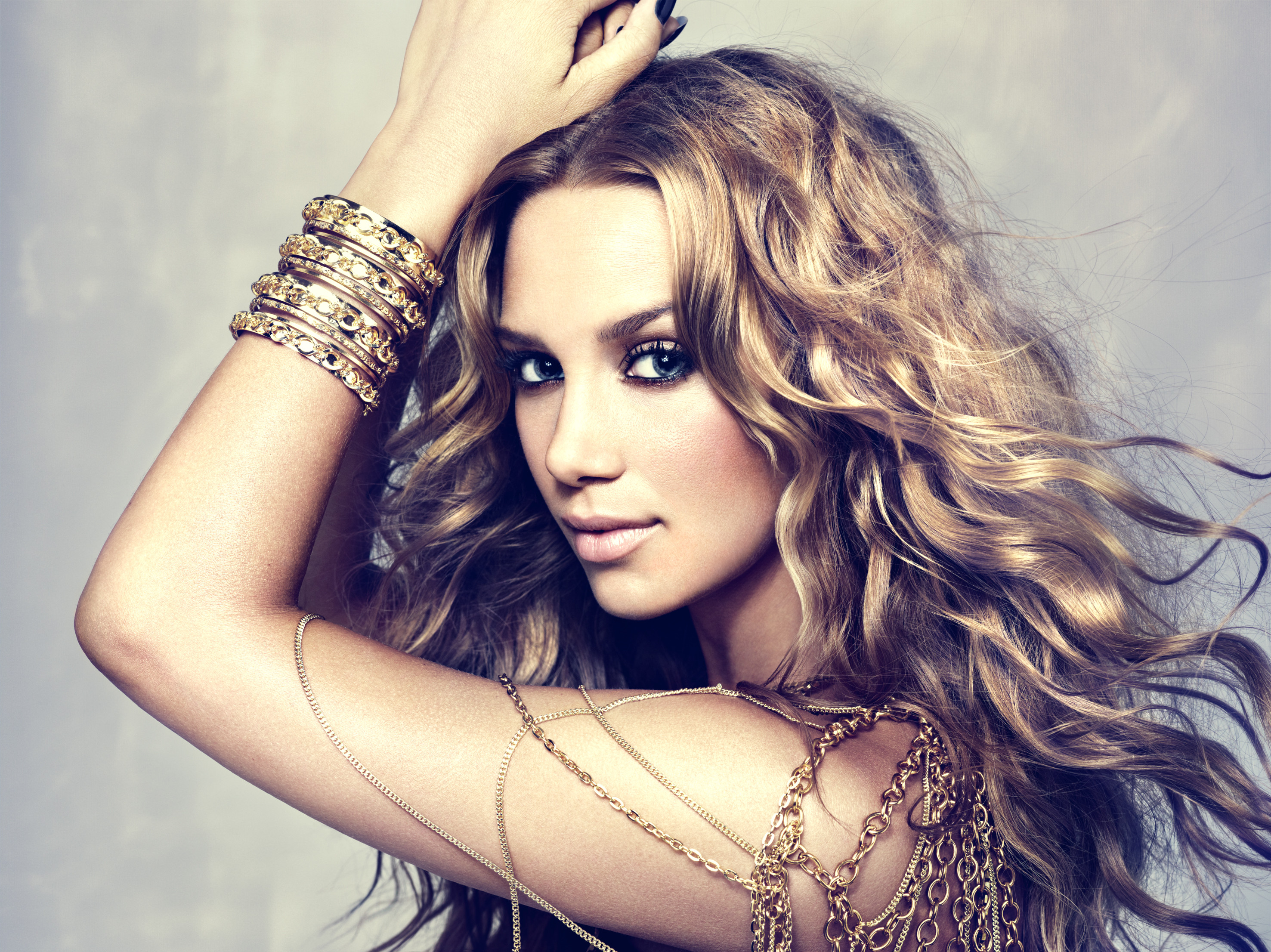
Agnes (2012)

Agnes Emilia Carlsson (* 6. März 1988 in Vänersborg) – oft auch einfach Agnes – ist eine schwedische Sängerin, die seit dem Gewinn der schwedischen Castingshow Idol am 2. Dezember 2005 allein in Schweden bis 2008 200.000 Tonträger und weltweit 3.000.000 Tonträger verkaufte. Mit englisch gesungener Pop-, R&B- und Dance-Musik belegte sie die vorderen Plätze in den schwedischen Charts. Im Sommer 2009 hatte sie mit Release Me ihren internationalen Durchbruch.

## Leben

### Kindheit, Jugend undIdol
Carlsson wurde am 6. März 1988 in Vänersborg geboren. Schon in jungen Jahren sang sie und interessierte sich für die Musik. Später war sie auch im Schul-Chor, der sich Voice nannte.
Im Sommer 2005 bewarb sich Carlsson bei der schwedischen Castingshow Idol. Sie sang beim Casting Varje gång jag ser dig von ihrer Landsfrau und Gesangskollegin Lisa Nilsson in Göteborg. In den Live-Shows sang sie dann noch Songs beispielsweise von Anastacia (I’m Outta Love), den Pointer Sisters (I’m So Excited) und Christina Aguilera (Beautiful). Im Finale am 5. Dezember 2005 sang sie den Siegersong Right Here, Right Now (My Heart Belongs to You) und von Jennifer Brown My Everything, mit dem sie auch auf dem Sampler My Own Idol vertreten ist, zu dem jeder Finalist ein Lied beitrug. Sie gewann schließlich das Finale gegen Sebastian Karlsson mit 57 %. Daraufhin arbeitete sie an ihrem ersten Album und wurde von Sony BMG unter Vertrag genommen. Right Here, Right Now (My Heart Belongs to You) wurde einige Tage nach dem Gewinn veröffentlicht. Das Lied schoss eine Woche später an die Spitze der schwedischen Charts und wurde insgesamt mit Doppel-Platin für 40.000 verkaufte Exemplare ausgezeichnet.

### 2005–2007: Beginn des Erfolges
2007 veröffentlichte Carlsson ihr zweites Album Stronger, welches abermals an die Spitze der Charts kam. Von diesem wurden die Singles Kick Back Relax und Champion ausgekoppelt, die beide erfolgreich waren und sich in den Top 20 der schwedischen Charts platzieren konnten. Im Vereinigten Königreich wurde Stronger ebenso veröffentlicht, wurde aber ein Flop und verkaufte sich nur 120-mal. 2007 war sie wieder auf Tour durch Schweden. Ende 2007 veröffentlichte sie zusammen mit ihrem Landsmann und Gesangskollegen Måns Zelmerlöw Mariah Careys All I Want for Christmas Is You, das bis auf Platz drei der schwedischen Charts kam. 
Carlssons Titel Love Is All Around wurde von der südafrikanischen Sängerin Jody Williams gecovert. Die australische Sängerin Ricki-Lee Coulter coverte ebenfalls den Song und erreichte damit die Top Ten in Australien. Aus dem Album Stronger coverte die deutsche Girlgroup No Angels 2007 zwei Songs für ihr Comebackalbum Destiny.
2008 arbeitete Carlsson an ihrem dritten Album. Die erste Single On and On kam bis auf Platz acht der schwedischen Charts. Im November 2008 wurde die zweite Single Release Me veröffentlicht.
Mit Love Love Love versuchte Carlsson 2009 am Eurovision Song Contest in Moskau teilzunehmen, scheiterte jedoch in Stockholm beim Finale des schwedischen Vorentscheides Melodifestivalen. Das Album Dance Love Pop kam auf Platz fünf der schwedischen Albumcharts und wurde dann abermals als Love Love Love Edition veröffentlicht.

### 2009–2010: Internationaler Durchbruch
Aufgrund des Erfolges der Single Release Me wurde entschieden, diese international zu veröffentlichen. Aus dem Album Dance Love Pop wurden noch die Singles On and On und I Need You Now international veröffentlicht, die in weiten Teilen Europas erfolgreich waren. Release Me wurde international 700.000-mal verkauft. Als fünfte und letzte Single aus Dance Love Pop wurde Sometimes I Forget ausgewählt, welche im März 2010 in Frankreich veröffentlicht wurde.
Als Zeichen seiner Liebe für Victoria von Schweden ließ Prinz Daniel Westling den schwedischen Songwriter Jörgen Elofsson – der unter anderem Nummer-1-Hits für Britney Spears, Kelly Clarkson oder Westlife geschrieben hat – den Song When You Tell the World You're Mine komponieren. Gesungen von Björn Skifs und Carlsson war die Aufführung des Titels ein Teil der Hochzeit, die am 19. Juni 2010 in Stockholm stattfand und weltweit ausgestrahlt wurde. In den offiziellen schwedischen Charts kam das Lied in der ersten Woche auf Platz 14, in der nächsten Woche schaffte die Single den Sprung auf Platz eins.

### 2011: Viertes AlbumVeritas
Das Album Veritas wurde am 5. September in Schweden veröffentlicht. Bereits im August 2011 erschien die erste Single Don't Go Breaking My Heart, während die zweite Single One Last Time am 28. Mai 2012 veröffentlicht wurde und Platz 33 in Schweden erreichte.

### 2013: Teilnahme an bekannten TV-Shows
Am 16. Mai 2013 trat Carlsson im zweiten Halbfinale des Eurovision Song Contest 2013 mit einem Medley ihrer Lieder One Last Time und Release Me in Malmö auf. Außerdem nahm sie an der Musiksendung Så mycket bättre des schwedischen Privatsenders TV4 teil. Nach der erfolgreichen Teilnahme an diesem TV-Format veröffentlichte sie ihr Greatest-Hits-Album Collection, welches auch Lieder auf Schwedisch enthält. Das Lied En Sån Karl erreichte die Top 10 der schwedischen Charts.

## Diskografie

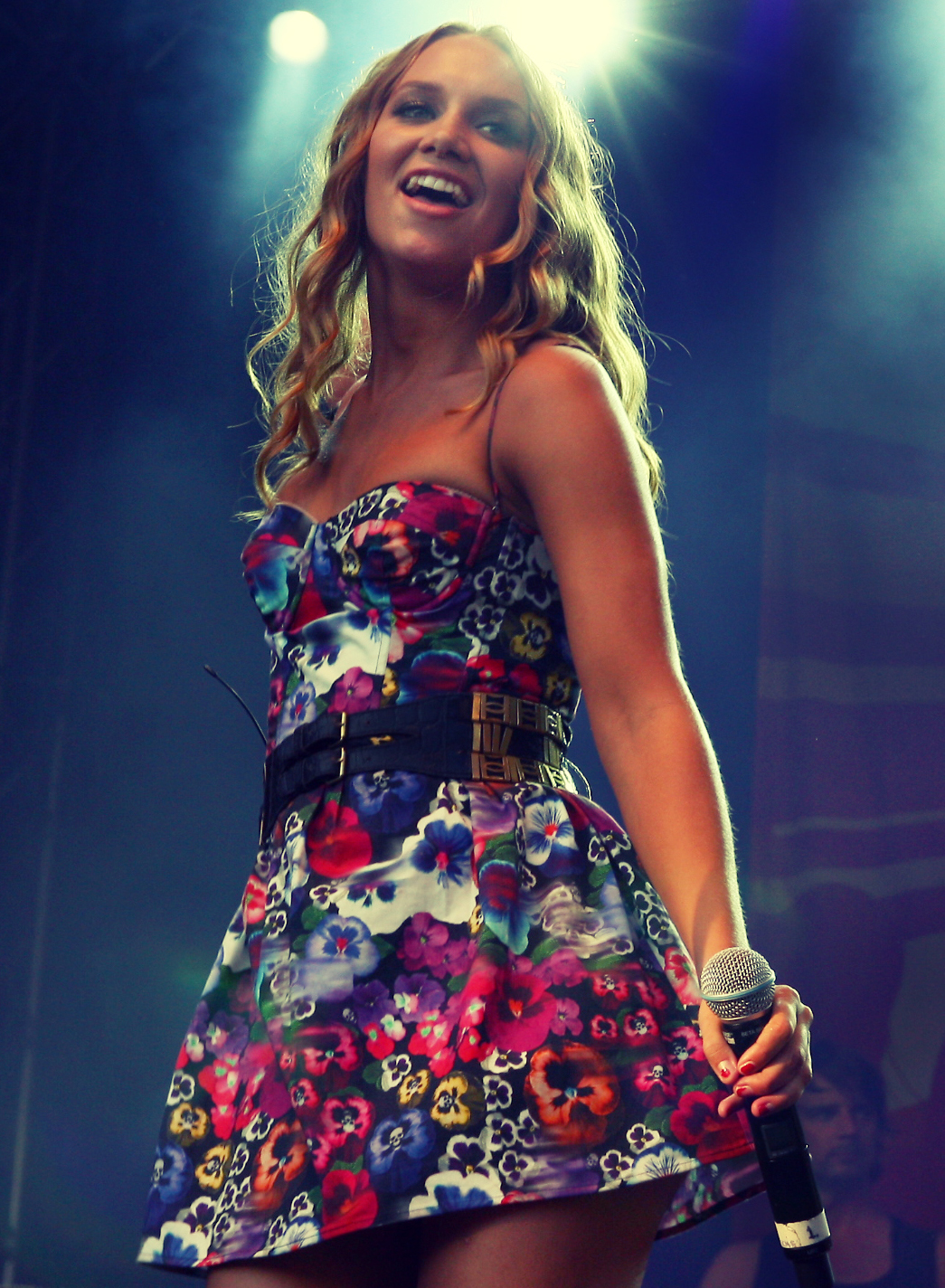
Carlsson beim RIX FM Festival in Kalmar (2009)

Studioalben

| Jahr | Titel              | Höchstplatzierung, Gesamtwochen, AuszeichnungChartplatzierungen (Jahr, Titel, Platzierungen, Wochen, Auszeichnungen, Anmerkungen) | Höchstplatzierung, Gesamtwochen, AuszeichnungChartplatzierungen (Jahr, Titel, Platzierungen, Wochen, Auszeichnungen, Anmerkungen) | Höchstplatzierung, Gesamtwochen, AuszeichnungChartplatzierungen (Jahr, Titel, Platzierungen, Wochen, Auszeichnungen, Anmerkungen) | Höchstplatzierung, Gesamtwochen, AuszeichnungChartplatzierungen (Jahr, Titel, Platzierungen, Wochen, Auszeichnungen, Anmerkungen) | Höchstplatzierung, Gesamtwochen, AuszeichnungChartplatzierungen (Jahr, Titel, Platzierungen, Wochen, Auszeichnungen, Anmerkungen) | Anmerkungen                                                |
| Jahr | Titel              | DE | AT | CH | UK | SE | Anmerkungen                                                |
| ---- | ------------------ | --- | --- | --- | --- | --- | ---------------------------------------------------------- |
| 2005 | Agnes              | — | — | — | — | SE1 Platin · (18 Wo.)SE | Erstveröffentlichung: 19. Dezember 2005 Verkäufe: + 95.000 |
| 2006 | Stronger           | — | — | — | — | SE1 Platin · (11 Wo.)SE | Erstveröffentlichung: 11. Oktober 2006 Verkäufe: + 50.000  |
| 2008 | Dance Love Pop     | DE69 (2 Wo.)DE | AT70 (1 Wo.)AT | CH45 (7 Wo.)CH | UK112 (1 Wo.)UK | SE5 Platin · (15 Wo.)SE | Erstveröffentlichung: 29. Oktober 2008 Verkäufe: + 300.000 |
| 2012 | Veritas            | — | — | — | — | SE3 Gold · (12 Wo.)SE | Erstveröffentlichung: 5. September 2012 Verkäufe: + 40.000 |
| 2021 | Magic Still Exists | — | — | — | — | SE7 (2 Wo.)SE | Erstveröffentlichung: 22. Oktober 2021                     |

## Tourneen
- 2006: Agnes Live Tour
- 2007: Stronger Tour
- 2009: The Dance Love Pop Tour
- 2009: Clubland Live 3 Tour
- 2010: The U.S. Club Tour